# Missundaztood / Can’t Take Me Home
Missundaztood / Can’t Take Me Home – box set amerykańskiej piosenkarki Pink wydany 5 września 2005 roku przez wytwórnię RCA. Wydawnictwo zawiera wszystkie utwory z dwóch pierwszych albumów studyjnych, czyli: Can’t Take Me Home oraz M!ssundaztood. W 2009 box set notowany był w Australii i Francji.

## Zawartość

### Dysk: 1 (Can’t Take Me Home)
1. "Split Personality" (Terence "Tramp-Baby" Abney, Babyface, A. Moore) – 3:58
2. "Hell wit Ya" (Kevin "Shekspere" Briggs, Kandi Burruss, D. Green, Moore) – 2:58
3. "Most Girls" (Babyface, D. Thomas) – 4:58
4. "There You Go" (Briggs, Burruss, Moore) – 3:22
5. "You Make Me Sick" (B. Dimilo, Anthony President, M. Tabb) – 4:07
6. "Let Me Let You Know" (N. Creque, S. Hall, C. Stewart, R. Thicke) – 4:44
7. "Love Is Such a Crazy Thing" (J. Boyd, D. Jones, M. Keith, L. Maxwell, Q. Parker, M. Scandrick, C. Sills) – 5:13
8. "Private Show" (K. Karlin, A. Martin, I. Matias, C. Schack, L. Schack) – 4:14
9. "Can’t Take Me Home" (Steve "Rhythm" Clarke, H. Frasier, Moore) – 3:38
10. "Stop Falling" (W. Baker, Moore, P. Woodruff) – 5:50
11. "Do What U Do" (J. Hollins, E. Lewis, K. Prather, M. Sinclair) – 3:57
12. "Hiccup" (D. Avant, Steve "Rhythm" Clarke, Frasier, Moore) – 3:31
13. "Is It Love" (Steve "Rhythm" Clarke, Frasier, Moore, A. Phillips) – 3:38
14. "There You Go" (Sovereign Mix) (Briggs, Burruss, Moore) – 6:20
15. "Most Girls" (X-Men Vocal Mix) (Babyface, D. Thomas) – 4:51

### Dysk: 2 (M!ssundaztood)
1. "Get the Party Started" – 3:12
2. "18 Wheeler" – 3:45
3. "M!ssundaztood" – 3:36
4. "Dear Diary" – 3:29
5. "Eventually" – 3:34
6. "Numb" – 3:06
7. "Just like a Pill" – 3:57
8. "Family Portrait" – 4:56
9. "Misery" featuring Steven Tyler & Richie Sambora – 4:33
10. "Respect" featuring Scratch – 3:25
11. "Don't Let Me Get Me" – 3:31
12. "Gone to California" – 4:34
13. "Lonely Girl" featuring Linda Perry – 4:21
14. "My Vietnam" – 5:16
15. "Catch-22" – 6:21

## Pozycje na listach przebojów
| Kraj      | Lista (2009) | Najwyższa pozycja | Certyfikat  |
| --------- | ------------ | ----------------- | ----------- |
| Australia | ARIA Charts  | 39                | złota płyta |
| Francja   | SNEP         | 196               | —           |